# ساليو ساني
ساليو ساني (بالألمانية: Saliou Sané)‏ هو لاعب كرة قدم ألماني في مركز الهجوم، ولد في 19 يوليو 1992 في هانوفر في ألمانيا. لعب مع هانوفرشر إس سي.

## وصلات خارجية
- ساليو ساني على موقع قاعدة بيانات كرة القدم.إي يو (الإنجليزية)
- ساليو ساني على موقع بيانات كرة القدم. دي إي (الألمانية)
- ساليو ساني على موقع عالم كرة القدم.نت (الإنجليزية)
- ساليو ساني على موقع AS.com (الإسبانية)